# Ilha Milman
A ilha de Milman é uma pequena ilha ao norte de Queensland, Austrália, a norte da península do Cabo York.